# Microdus sumatranus
Microdus sumatranus là một loài rêu trong họ Dicranaceae. Loài này được Dixon A. Eddy mô tả khoa học đầu tiên năm 1988.